# فرناندو الثاني دوق براغانزا
فرناندو الثاني (1430-2 يونيو 1483)؛ كان دوق براغانزا الثالث ودوق غيمارايش الأول، ومن المعروف عنه أنه اعدم من قبل الملك البرتغال جواو الثاني والذي اعدم نسيبه ديوغو، دوق فيسيو بتهمة الخيانة والتآمر ضد الملك، وهو والد خايمي الأول دوق براغانزا هوحفيد أفونسو من بارسيلوس ابن الغير شرعي لـ جواو الأول ملك البرتغال ووالده هو فرناندو الأول دوق براغانزا وأمه هي جوانا دي كاسترو.

## حياته واعدمه

### حياته
وكان فرناندو من مواليد عام 1430 وهو رجل ناجح وبسرعة نمت شعبيته بين النبلاء البرتغالية، بحيث كان أكثر نبلاء تقديراً من قبل الملك أفونسو الخامس ملك البرتغال، الذي اصطحب معه خلال توغلاته مختلفة في المغرب، وشارك في العديد من الفتوحات والحملات. كفأه ملك بعديد من ألقاب منها لقب كونت غيماريش في 1464، سيتم قريبا رفع هذا اللقب إلى دوق غيمارايش .
وأيضا شارك فرناندو جزئياً في حرب الخلافة القشتالية بعد وفاة الملك إنريكي الرابع ملك قشتالة، حيث ساند البرتغاليين ابنته الوريثة خوانا لا بلترانيخا التي كانت متزوجة من أفونسو الخامس ملك البرتغال، ولكن أعلنت عمتها الملكة إيزابيلا الأولى أصبحت الملكة في قشتالة وعارضت حقها، البرتغاليين قاموا بغزو قشتالة وخلال معركة تورو وكان فرناندو المسؤولة عن سلامة الملكة.
عندما وفاة والده فرناندو الأول في 1478، ورث فرناندو ألقابه، أهم والجدير بالذكر أصبح دوق براغانزا، في ذاك الوقت بيت براغانزا كانت أحد أكثر الأسر النبيلةنفوذا في مملكة البرتغال وأيضا واحدة من أكثر الأسر نفوذا في كل من الممالك الإيبيرية .

### السنوات الأخيرة
عند وفاة ملك أفونسو الخامس خلفه ابنه جواو الثاني، سعى جواو الثاني في إسقاط السلطة من طبقة النبلاء البرتغالية التي قد ازدهرت كثيراً في عهد أفونسو الخامس، الملك ركز اهتمامه على تقليص صلاحيات الأسر الأكثر نفوذا في المملكة دوق بيجا وفيسيو وبيت براغانزا .
اتهم الملك ابن عمه ديوغو الأول دوق بيجا وفيسيو بالخيانة العظمى وقام قتله بوحشية وبعد فترة وجيزة، واتهم الملك جواو الثاني فرناندو الثاني من براغانزا بنفس التهمة، وإعدامه في لشبونة في عام 1483، وبعد ذلك أصول بيت براغانزا صودرت وفرت الأسرة نحو قشتالة، ومع ذلك استطعت الأسرة في عام 1498 بالعودة إلى لبرتغال واستطعت ارجاع جميع ممتلكاتهم من قبل ملك مانويل الأول.